# Голий пістолет 2½: Запах страху
«Голий пістолет 2½: Запах страху» (англ. The Naked Gun 2½: The Smell of Fear) — друга американська кінокомедія з серії «Голий пістолет» за участю Леслі Нільсена та Прісцилли Преслі, які виконують ролі Френка Дребіна та Джейн Спенсер. Цього разу до вже відомого складу акторів додано Роберта Гулея, який грає головного анти-героя Квентіна Гапсбурга. Головний сюжет фільму — історія кохання Джейн і Френка, яка відбувається у Вашингтоні і містить пародії на президента Джорджа Буша (старшого) та його дружину Барбару Буш. Девіз кінофільму: «Френк повернувся. Просто змирися з цим.» Фільм продовжує традицію іскрометної комедії і дотепних жартів характерних для Леслі Нільсена та сценаристів цієї серії фільмів.

## Сюжет
Крім звичайних для фільмів цієї серії жартів і буфонади фільм піднімає декілька серйозних тем. Одна з них — забруднення навколишнього середовища і нові винаходи, які мали б заощадити енергію. Також піднімається питання впливу лобістів на прийняття рішення щодо запровадження енергозаощаджуючих заходів. В решті комічних сюжетів — Френк такий же незграбний як завжди і спричиняє хаос та руйнування там де він з'являється.
Фільм починається зі сцени у Білому Домі, де Френк Дребін один з гостей на званому обіді. Серед гостей президент Буш, Нельсон Мандела з жінкою та дружина президента Барбара Буш, з якої Френк через свою незграбність знущається та завдає їй різні пошкодження. Під час обіду президент виголошує свій намір реформувати систему енергетичної залежності країни і доручає доктору Майнгаймеру зробити доповідь стосовно основних засад нової енергетичної політики адміністрації президента. Серед присутніх також керівники лобістських груп енергетичних секторів економіки — атомної енергетики, вугле — та нафтодобувної промисловості. Вони занепокоєні тим, що доктор Майнгаймер може запропонувати меншу залежність від цих джерел електроенергії. Під час обіду незграбність Френка та загальний хаос спричинений ним не дає можливість доктору Майнгаймеру виголосити свою доповідь і керівники лобістських угруповань отримують ще одну нагоду вплинути на прийняття рішення президентом.
Тим часом енергетичні лобісти інспірують вибух в дослідницькому інституті Майнгаймера, де також працює Джейн. Джейн тужить за Френком і завдяки подіям в інституті знову зустрічається з ним. Френк розслідує вибух в інституті і користається нагодою поспілкуватися з Джейн. Однак до Джейн залицяється інший чоловік — Квентін Гапсбурґ, багатий керівник нафтової промисловості. Обидва претенденти на серце Джейн зустрічаються і обмінюються образами — між ними починається відкрита ворожнеча.
Розслідуючи справу вибуху Френк і поліцейський загін приїздять до секс-шопу, де переховується Гектор Саваж — вбивця, який спричинив вибух в інституті. Нордберґ намагається поставити датчик на машину Саважа, але через незграбність його одежа зачіплюється за машину і він подорожує спочатку під машиною Саважа, потім під машиною поліцейських, і на кінець опиняється під автобусом, який відтягує його аж до Детройту. Френк і Ед наздоганяють Саважа, якого оточили в одному з будинків міста. Коли злочинець вже майже був готовий здатися, Френк сідає за кермо поліцейського танка і спричиняє вже звичний хаос та руйнування навколо нього. В результаті не тільки Саважеві вдається втекти, але проломивши танком стіну зоопарку Френк також випускає на волю диких тварин, які розбігаються по всьому місту.
Представникам енергетичного лобі та Квентіну Гапсбургу вдається викрасти доктора Майнгаймера і замінити його двійником — відомим шахраєм Ерлом Гакером, який дуже успішно видає себе за науковця. Під керівництвом Гапсбурґа вони планують через підставного експерта дати президентові поради вигідні тільки їх галузям економіки. Не підозрюючи нічого, на вечірці Френк зустрічається з Джейн в оточенні Гапсбурґа та Ерла Гакера. Незграбність Френка знову призводить до загального хаосу та безладдя — яке кінчається нещасним випадком з Ерлом Гакером.
В намірі замиритися з Джейн, Френк відвідує її і ненароком стає свідком невдалого замаху на її життя. В двобої з вбивцею Гектором Саважем Френк встромляє йому в рот пожежний шланг і включає воду. Наповнення Саважа водою не можна зупинити і коли Френк тікає назад в квартиру Джейн чутно як Саваж вибухає в коридорі від тиску води. Зачарована подвигом Френка Джейн знову в нього закохується і переконується в причетності Гапсбурґа до злочинів.
Йдучи по сліду Гапсбурґа Френк разом з поліцейською командою прибуває на місце секретної зустрічі з керівниками енергетичних галузей. Через свою незграбність він провалюється через скляний дах на стіл якраз посередині зустрічі лобістів. Френка зв'язують та залишають разом з полоненим доктор Майнгаймером. Одним з найкомічніших моментів фільму було намагання Френка протерти пути на руках що призвело до того, що різні речі почали падати на голову Майнгаймера. Мангаймера, побитого та облитого олією через незграбність Френка знаходить поліція, яка прибула на поміч. Поліцейські поспішають перешкодити Ерлу Гакеру зробити фальшиву доповідь в Білому Домі. Їм вдається проникнути всередину тільки перевдягнувшись в мексиканських співаків. Команді вдається знешкодити Ерла Гакера, але Френк прийнявши справжнього Майнгаймера за двійника знову спричиняє хаос на зібранні. Тим часом Джейн зникає разом з Квентіном Гапсбургом.
Перед тим як загинути в двобої з Френком, Гапсбург запускає ядерний вибуховий пристрій, який мав зруйнувати Вашингтон. В розпачі через неможливість зупинити відрахунок часу до вибуху, Френк тікає і ненароком знешкоджує пристрій вимкнувши його з розетки. Фільм закінчується сценою в Білому Домі, де президент Буш пропонує Френку нову посаду. Френк відмовляється, тому що кохає Джейн. Останнім найбільш пам'ятним моментом фільму стає сцена під час якої Френк ненароком скидає з балкона Барбару Буш і зриває з неї сукню.

## У ролях
- Леслі Нільсен — лейтенант Френк Дребін
- Прісцила Преслі — Джейн Спенсер
- Джордж Кеннеді — капітан Ед Гокен
- О. Дж. Сімпсон — детектив Нордберг
- Роберт Ґулей — Квентін Гапсбург
- Річард Гриффітс — доктор Альберт Майнгаймер / Ерл Гакер
- Жаклін Брукс — комісар Анабель Брамфорд
- Ентоні Джеймс — Гектор Саваж
- Ед Вільямс — Тед Олсен
- Джон Рорк — Джордж Буш
- Марджері Росс — Барбара Буш
- «Дивний Ел» Янковик — камео